# 红旗国耀
红旗国耀是由中国一汽旗下红旗的红旗金葵花子品牌生产的超豪华运动型多用途车。